# Christof Koch

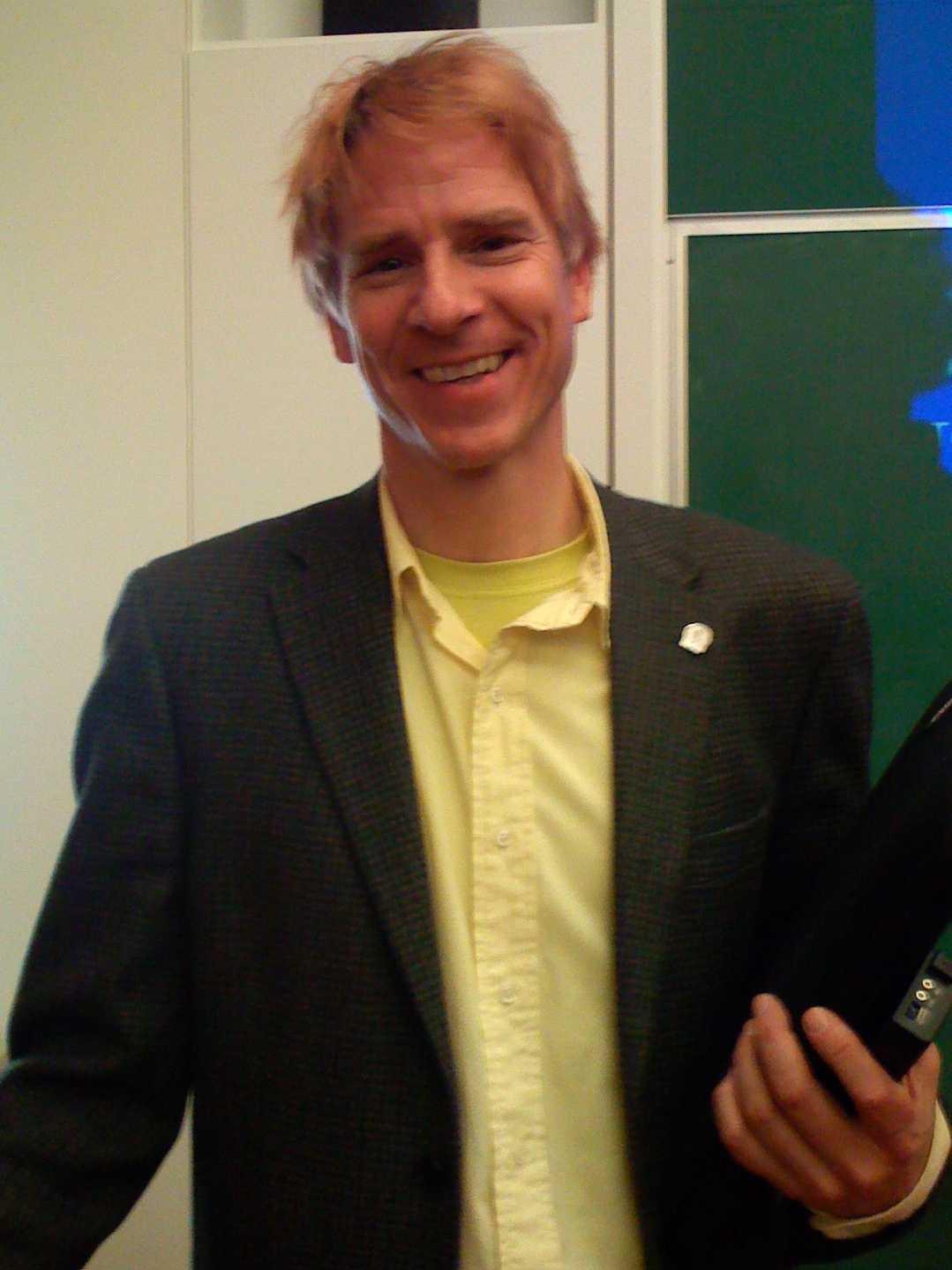
Christof Koch

Christof Koch (* 13. November 1956 in Kansas City) ist ein US-amerikanischer Neurowissenschaftler.

## Leben
1982 wurde er am Max-Planck-Institut für biologische Kybernetik in Tübingen in Nichtlinearer Informationsverarbeitung promoviert. 1987 wurde er Forschungsstipendiat der Alfred P. Sloan Foundation (Sloan Research Fellow). Seit 2010 ist er Lois and Victor Troendle Professor of Cognitive and Behavioral Biology am California Institute of Technology. Seit 2011 bekleidet er die Position des Chief Science Officers am Allen Institute for Brain Science in Seattle.
Francis Crick und Christof Koch entwickelten eine Theorie der neuronalen Korrelate des Bewusstseins im Kontext des Bindungsproblems. Mit Shimon Ullman entwickelte er Mitte der 1980er Jahre die Saliency Map, die lokale Facetten einer visuellen Szene zusammenfasst, die zur Aufmerksamkeit selektiert werden.
2007 wurde Koch in die American Academy of Arts and Sciences gewählt.

## Schriften
- Nichtlineare Informationsverarbeitung in dendritischen Bäumen beliebiger Geometrie. 1982, DNB 830613285 (Dissertation Universität Tübingen 1982, 281 Seiten, 21 cm).
- Biophysics of Computation. Information Processing in Single Neurons. Oxford University Press, New York NY u. a. 1999, ISBN 0-19-518199-9.
- The Quest for Consciousness. A Neurobiological Approach. Roberts, Englewood CO. 2004, ISBN 0-9747077-0-8 (Deutsch: Bewusstsein ein neurobiologisches Rätsel. Elsevier – Spektrum Akademischer Verlag, München 2005, ISBN 3-8274-1578-0).
- Consciousness. Confessions of a Romantic Reductionist. The MIT Press, Cambridge MA u. a. 2012, ISBN 978-0-262-01749-7 (Deutsch: Bewusstsein. Bekenntnisse eines Hirnforschers. Springer Spektrum, Berlin u. a. 2013, ISBN 978-3-642-34770-2).
- Lasst uns aufgeschlossen bleiben und sehen, inwiefern die Wissenschaft eine fundamentale Theorie des Bewusstseins entwickeln kann. In: Matthias Eckoldt Kann sich das Bewusstsein bewusst sein? Carl-Auer, Heidelberg 2017, ISBN 978-3-8497-0202-1, S. 179–196.
- The feeling of life itself : why consciousness is widespread but can’t be computed, MIT Press 2019